# シャウト・トゥ・ザ・ロード
シャウト・トゥ・ザ・ロード（Shout to the Lord）は1993年に、ダーリン・ズシッチen:Darlene Zschechによって作られた、人気のあるワーシップ讃美歌である。ヒルソング・ミュージックHillsong Music Australiaによって出版された。この曲は固定的にキリスト教会、集会、若者の集まりなどで歌われる。
この曲は他の多くの、カーマン、ドン・モエン、リッチ・マリンズ、マイケル・W・スミス、ジョン・テッシュを含めた、多くの現代クリスチャン・ミュージック（CCM）のアーティスト達によってカヴァーされてきた。

## アルバム
『シャウト・トゥ・ザ・ロード』 は以下のアルバムに登場する。
- en:People Just Like Us (1994年)
- Shout to the Lord (1996年)
- en:Jump to the Jam (1996年)
- en:Simply Worship (1997年)
- en:I Believe the Promise (1997年)
- en:Shout to the Lord 2000 (1998年)
- en:Extravagant Worship: The Songs of Darlene Zschech (2002年)
- en:The Platinum Collection Volume 1: Shout to the Lord (2003年)
- en:The Platinum Collection Volume 2: Shout to the Lord 2 (2003年)
- en:Kiss of Heaven (2003年)
- en:Songs for the Spirit (2003年)
- en:Ultimate Worship (2005年)
- en:Ardent Worship (Skillet)  (2005年)
- Supernatural (2006年)